# Banks (Alabama)
Banks is een plaats (town) in de Amerikaanse staat Alabama, en valt bestuurlijk gezien onder Pike County.

## Demografie
Bij de volkstelling in 2000 werd het aantal inwoners vastgesteld op 224.
In 2006 is het aantal inwoners door het United States Census Bureau geschat op 223, een daling van 1 (-0,4%).

## Geografie
Volgens het United States Census Bureau beslaat de plaats een oppervlakte van
5,2 km², geheel bestaande uit land. Banks ligt op ongeveer 167 m boven zeeniveau.

## Geboren
- Audrey Mae Sheppard (1923-1975), countryzangeres en muziekondernemer, vrouw van Hank Williams en moeder van Hank jr.

## Plaatsen in de nabije omgeving
De onderstaande figuur toont de plaatsen in een straal van 32 km rond Banks.